# Emanuele Zanini
Pour les articles homonymes, voir Zanini.
Emanuele Zanini est un entraîneur italien de volley-ball né le 15 avril 1965 à San Giovanni del Dosso.

## Clubs
| Club                 | Pays     | De        | À         |
| Montichiari          | Italie   | 1995-1996 | 2002-2003 |
| Ferrare              | Italie   | 2003-2004 | 2003-2004 |
| Hypo Tirol Innsbrück | Autriche | 2004-2005 | 2004-2005 |
| Croce                | Italie   | 2005-2006 | 2005-2006 |

## Sélections nationales
| Pays       | De        | À         |
| Italie (M) | 1998-1999 | 1999-2000 |

## Palmarès
- Championnat d'Autriche : 2005